# NGC 5553
NGC 5553 is een spiraalvormig sterrenstelsel in het sterrenbeeld Ossenhoeder. Het hemelobject werd op 6 mei 1831 ontdekt door de Britse astronoom John Herschel.

## Synoniemen
- UGC 9160
- MCG 5-34-17
- ZWG 163.24
- PGC 51105